# Joel Sánchez (Fußballspieler)
Joel Melchor Sánchez Alegría (* 11. Juni 1989 in Arequipa) ist ein peruanischer Fußballspieler. Der Mittelfeldspieler spielt seit 2018 bei FBC Melgar. Er war peruanischer Nationalspieler.
Er spielte von 2007 bis 2009 bei Total Chalaco. 2010 war er bei Alianza Lima und ab 2011 bei Universidad San Martín. Sein Debüt in der Nationalmannschaft gab er im WM-Qualifikationsspiel 2009 in Venezuela. Seine zweite Berufung hatte er erst drei Jahre danach beim WM-Qualifikationsspiel 2012 in Bolivien. Bei diesem Spiel war sein Dopingtest aber positiv auf Methylhexanamin und er wurde von der FIFA für zwei Jahre gesperrt. Nach Ablauf der Sperre stand er im Jahr 2015 wieder bei Universidad San Martín auf dem Platz und schaffte auch wieder den Sprung in die Nationalmannschaft. Anfang 2017 schloss er sich Ligakonkurrent Sporting Cristal an, ein Jahr später wechselte er zu Querétaro FC nach Mexiko. Dort konnte er sich nicht durchsetzen und kam nur fünfmal zum Einsatz. Mitte 2018 kehrte er nach Peru zurück und spielt seither für FBC Melgar. Am Saisonende stieg er mit seiner Mannschaft aus der Primera División ab, schaffte aber den sofortigen Wiederaufstieg.